# 城巴8P線
城巴8P線是香港香港島的一條巴士路線，來往小西灣（藍灣半島）及會展站。自新世界第一巴士在1998年9月1日開始運作後正式開辦。
城巴8R線是港島特別巴士路線，由城巴營辦，由香港大球場單向開往小西灣（藍灣半島），途經筲箕灣（只限巴士總站及愛秩序灣）及柴灣。與其他城巴8號系路線不同，本線全線皆不設分段收費。本線只在香港大球場舉行指定大型活動完結後提供服務，主要方便觀眾於活動完後以特快途徑返回東區，而無需步行至高士威道乘車。

## 歷史
本線的前身是中巴80線，早上至黃昏繁忙時間由小西灣及中環永和街雙向服務。自中巴失去了專營權後，該線亦停辦，由8P取代。本線開線時定位為新巴8號線的繁忙時間輔助線，往小西灣方向在天后地鐵站後、往灣仔方向在柴灣張振興伉儷書院後直接駛進東區走廊，相比途經柴灣道及英皇道節省不少時間，因此大受乘客歡迎，經常頂閘。在10月19日，提升至全日服務。
新巴曾非正式地在本線提供1分鐘一班的頻密繁忙時間班次，而根據正式班次記錄為3分鐘一班。2000年7月26日起，本線與8號線及2A線提供與38線及42線的轉乘優惠，是首批新巴巴士線提供轉乘優惠的路線。
8P的通宵路線版本N8P線在1998年聖誕節首次服務，最初只在特別節日行駛，2000年5月13日提升為每日通宵服務。
由於本線初時定位為新巴8號線的輔助線，故以P字尾編排（Peak hour，即繁忙時間路線），後來本線因客量大增而改為全日服務，故本線是香港少數以P字尾的全日巴士路線之一。巧合的是，九龍區的8P線亦是全日服務。
而在2008年4月，更獲派亞歷山大丹尼士Enviro 500巴士，成為首批採用該款巴士行走的港島區非過海路線，可見本路線受重視的程度。本路線亦是由香港藝術發展局主辦的「動感藝廊2008」的巴士車身設計比賽得獎作品的指定展出路線，於2008年6月14日至12月13日期間於行走本路線上的巴士上展出。
2015年5月17日，本線灣仔區總站由灣仔碼頭遷移往灣仔北公共運輸交匯處，以配合灣仔碼頭公共運輸交匯處因港鐵沙中綫工程而封閉，另外逢星期一至六下午繁忙時間由小西灣（藍灣半島）開出之部份班次改以銅鑼灣（希慎廣場）為終點站。特別班次於希慎廣場站清客後，車長會以私牌方式途經堅拿道巴士專用線及摩理臣山道作掉頭返回軒尼詩道（東行），之後攪牌轉方向於崇光百貨站重新上客以加快於繁忙時間回車時間，期間車長不用私牌往灣仔（北）總站或向該站站長報到，只須於攪牌後及於重新上客前之間用職員證拍向八達通收費器以作確認。
2017年7月22日，為配合於香港大球場舉行的「香港足球總會—英超亞洲盃」足球賽事，新巴以8R線的名義開辦本線，由香港大球場單向開往小西灣（藍灣半島），當時收費8.9元，並且繞經太古城、西灣河、筲箕灣及柴灣一帶
2017年10月22及29日，配合「祈禱暨動員大會」及「童軍大會操 2017」兩大活動而再度調派8R線，並因應繞經太古城的2R線開辦，遂改經筲箕灣，不再途經太古城，並提高收費至9.3元。
2018年6月25日：8P線增設實時抵站時間查詢服務。
2022年5月14日：本線灣仔區總站遷往會展站公共運輸交匯處，往灣仔方向取消菲林明道「香港會議展覽中心」站，往小西灣（藍灣半島）方向則不停會議道「灣仔碼頭」站。
2023年7月1日：因應城巴新巴專營權合併，本線改由城巴經營。

## 服務時間及班次
8P
| 小西灣（藍灣半島）開 | 小西灣（藍灣半島）開 | 小西灣（藍灣半島）開 | 會展站開         | 會展站開    | 會展站開     |
| 日期                 | 服務時間             | 班次（分鐘）         | 日期             | 服務時間    | 班次（分鐘） |
| -------------------- | -------------------- | -------------------- | ---------------- | ----------- | ------------ |
| 星期一至五           | 05:30-06:00          | 10                   | 星期一至五       | 06:05-07:05 | 10           |
| 星期一至五           | 06:00-08:13          | 5-7                  | 星期一至五       | 07:05-08:50 | 11/12        |
| 星期一至五           | 08:18-20:04          | 4-8                  | 星期一至五       | 08:50-11:00 | 10           |
| 星期一至五           | 20:04-20:51          | 9/10                 | 星期一至五       | 11:00-00:55 | 5-9          |
| 星期一至五           | 20:51-00:15          | 12                   |                  |             |              |
| 星期六               | 05:30-06:00          | 10                   | 星期六           | 06:05-07:20 | 15           |
| 星期六               | 06:00-08:12          | 5-7                  | 星期六           | 07:20-10:08 | 12           |
| 星期六               | 08:18-19:10          | 5-10                 | 星期六           | 10:08-12:08 | 10           |
| 星期六               | 19:20                | 19:20                | 星期六           | 12:08-00:55 | 5-9          |
| 星期六               | 19:10-23:00          | 10                   |                  |             |              |
| 星期六               | 23:00-23:24          | 12                   |                  |             |              |
| 星期六               | 23:39                |                      |                  |             |              |
| 星期六               | 23:39-00:15          | 18                   |                  |             |              |
| 星期日及公眾假期     | 05:30-07:00          | 10                   | 星期日及公眾假期 | 06:05-06:35 | 15           |
| 星期日及公眾假期     | 07:00-07:54          | 9                    | 星期日及公眾假期 | 06:48       | 06:48        |
| 星期日及公眾假期     | 07:54-19:04          | 5-8                  | 星期日及公眾假期 | 07:00-11:00 | 12           |
| 星期日及公眾假期     | 19:04-21:55          | 9                    | 星期日及公眾假期 | 11:00-00:05 | 5-8          |
| 星期日及公眾假期     | 21:55-00:15          | 10                   | 星期日及公眾假期 | 00:05-00:55 | 10           |

- 藍字班次不停富景花園巴士站。

## 收費
8P
全程：$7.6
- 永興街往會展站：$5.2
- 興發街往小西灣（藍灣半島）：$5.5
- 張振興伉儷書院往小西灣（藍灣半島）：$4.4

8R
全程：$10.9
| - 本線設有12歲以下小童及65歲或以上長者半價優惠。 - 65歲或以上香港居民使用「樂悠咭」，以及12歲以下合資格殘疾兒童使用「殘疾人士身份」個人八達通繳付車資，均可享有每程$2.0或半價（以較低者為準）的票價優惠；12至64歲合資格殘疾人士使用「殘疾人士身份」個人八達通（包括「樂悠咭」），以及60至64歲香港居民使用「樂悠咭」繳付車資，均可享有每程$2.0或全費（以較低者為準）的票價優惠。 - 65歲或以上長者如使用長者或一般個人八達通繳付車資，則只可享有半價優惠；12至64歲合資格殘疾人士如不使用「殘疾人士身份」個人八達通，以及60至64歲人士如不使用「樂悠咭」繳付車資，必須繳付全費。 - 乘客可以現金或八達通於上車時付款，不設找續。 - 每位成人乘客可免費攜帶最多兩名4歲以下而不佔座位的兒童乘客乘車，超額之4歲以下小童必須繳付小童車費乘車。 - 九龍巴士、城巴及龍運巴士全職員工及家屬（不包括外判職員）可免費乘搭本路線，惟必須拍職員或職員家屬八達通。 - 乘客亦可使用AlipayHK「易乘碼」、支付寶、WeChatHK／微信支付「搭車碼」、銀聯雲閃付「乘車碼」及BOC Pay「乘車碼」、具有感應式支付功能的VISA、Mastercard及銀聯卡，以及Apple Pay、Google Pay及Samsung Pay流動支付平台繳付車資。使用此支付方式的乘客可享有中途下車之分段收費，以及與其他城巴獨營路線或聯營線城巴班次之轉乘優惠，惟不適用於與非城巴路線之轉乘優惠。乘客亦不能享有「公共交通費用補貼計劃」及「長者及合資格殘疾人士公共交通票價優惠計劃」。 |

### 八達通轉乘優惠
乘客登上本線後90分鐘內以同一張八達通卡轉乘以下路線，或從以下路線登車後90分鐘內以同一張八達通卡轉乘本線，次程可獲車資折扣優惠：
8P←→南區、西區及山頂路線，次程可獲$1折扣優惠
- 8P往會展站 → 8X往跑馬地、15B往山頂、18(P)往堅尼地城、23往蒲飛路、38往置富、42往華富、42C往數碼港或77往田灣
- 15B往天站、8X往小西灣、18(P)、23、38、42(C)往北角或77往筲箕灣 → 8P往小西灣

8P←→780
- 8P往會展站 → 780往中環碼頭，回贈首程車資
- 780往柴灣（東）→ 8P往小西灣，次程車資全免，祇適用於在東區走廊前登上780線的乘客

## 使用車輛
本線主要使用富豪B9TL（45XX、52XX）、亞歷山大丹尼士Enviro 500（4000-4039、5500-5582）、亞歷山大丹尼士Enviro 500 MMC（4040-4091、5583-6209）及猛獅A95 12.8米（6090）行走。此外，每當新巴有新車領牌，均有機會率先行走本路線。
「新里程新巴」Neoplan Centroliner（60XX）曾經為本路線的主力派車，由於政府於2015年12月31日起，於中環、旺角及銅鑼灣實施「巴士低排區」，規定歐盟四型以下之巴士禁止駛入該區，而本路線途經銅鑼灣怡和街低排區，但該款車隊排放標準只達歐盟二型引擎水平，而且未能如丹尼士三叉戟12米般加裝選擇性催化還原器。因此在低排區規定之下，不能再駛入該等路段，該款巴士因而絕跡本路線，以全新出牌的亞歷山大丹尼士Enviro 500 MMC代替。新巴的部分丹尼士三叉戟12米及全部富豪超級奧林比安12米，則因為獲政府資助加裝催化還原器，所以仍會繼續在本線服務。
新巴於2014年向猛獅車廠訂購的一輛猛獅A95 ND323F 12.8米樣辦車，於2016年3月21日獲運輸署批准出牌TZ9333，車隊編號為6090，成為新巴第4輛樣版車及首輛12.8米現役巴士，於4月6日傍晚首航本路線並成為固定用車，令本路線成為港島非過海專營巴士路線中，首條採用12.8米「巨無霸巴士」行走的路線。其後於2016年9月，新創建加訂59輛亞歷山大丹尼士Enviro 500 MMC 12.8米量產版（配Facelift MKII車身），原擬全部撥予城巴，後來其中23輛轉讓予新巴，規格與城巴首批量產版亞歷山大丹尼士Enviro 500 MMC 12.8米（6301-6384）完全相同，惟落車門增設護欄，載客量為146人（U63/L35+S48），為新巴載客量最高的雙層巴士。該批巴士編號定為6100-6122，首輛同款巴士於2016年11月23日在珠海完成裝嵌，同年12月7日獲配編號6100，並於兩日後（12月9日）獲運輸署批准出牌（6100／UM722），再於三日後（12月12日）首航本路線，成為新巴第二輛正式服役的12.8米「巨無霸巴士」，隨後出牌的同款巴士更成為本路線主力車款之一。

## 行車路線
8P
小西灣（藍灣半島）開經：（富欣道）、小西灣道、小西灣邨巴士總站、小西灣道、柴灣道、東區走廊、興發街、永興街、英皇道、高士威道、伊榮街、邊寧頓街、怡和街、軒尼詩道及菲林明道。 
星期一至五（公眾假期除外）08:15前由藍灣半島開出的班次加經括號內之路段。
會展站開經：鴻興道、菲林明道、軒尼詩道、怡和街、高士威道、興發街、東區走廊、柴灣道及小西灣道。
8R
經：銅鑼灣道、高士威道、伊榮街、邊寧頓街、怡和街、高士威道、興發街、東區走廊、南安里、南安街、筲箕灣巴士總站、寶文街、望隆街、東喜道、東區走廊、柴灣道及小西灣道。

### 沿線車站
8P
| 小西灣（藍灣半島）開 | 小西灣（藍灣半島）開 | 小西灣（藍灣半島）開             | 會展站開 | 會展站開           | 會展站開                         |
| 序號                 | 車站名稱             | 位置                             | 序號     | 車站名稱           | 位置                             |
| -------------------- | -------------------- | -------------------------------- | -------- | ------------------ | -------------------------------- |
| 1                    | 小西灣（藍灣半島）   | 小西灣（藍灣半島）公共運輸交匯處 | 1        | 會展站             | 會展站公共運輸交匯處             |
| 2*                   | 富景花園             | 小西灣道                         | 2        | 史釗域道           | 軒尼詩道                         |
| 3                    | 小西灣邨             | 小西灣邨巴士總站                 | 3        | 杜老誌道           | 軒尼詩道                         |
| 4                    | 曉翠街               | 小西灣道                         | 4        | 崇光百貨           | 軒尼詩道                         |
| 5                    | 富城閣               | 柴灣道                           | 5        | 維多利亞公園       | 高士威道                         |
| 6                    | 樂軒臺               | 柴灣道                           | 6        | 興發街             | 興發街                           |
| 7                    | 環翠商場             | 柴灣道                           | 7        | 張振興伉儷書院     | 東區走廊                         |
| 8                    | 張振興伉儷書院       | 東區走廊                         | 8        | 宏德居             | 柴灣道                           |
| 9                    | 永興街               | 永興街                           | 9        | 漁灣邨             | 柴灣道                           |
| 10                   | 香港中央圖書館       | 高士威道                         | 10       | 常安街             | 柴灣道                           |
| 11                   | 希慎廣場             | 軒尼詩道                         | 11       | 富欣花園           | 小西灣道                         |
| 12                   | 北海中心             | 軒尼詩道                         | 12       | 富怡道             | 小西灣道                         |
| 13                   | 軒尼詩道官立小學     | 軒尼詩道                         | 13       | 富景花園           | 小西灣道                         |
| 14                   | 會展站               | 會展站公共運輸交匯處             | 14       | 小西灣（藍灣半島） | 小西灣（藍灣半島）公共運輸交匯處 |

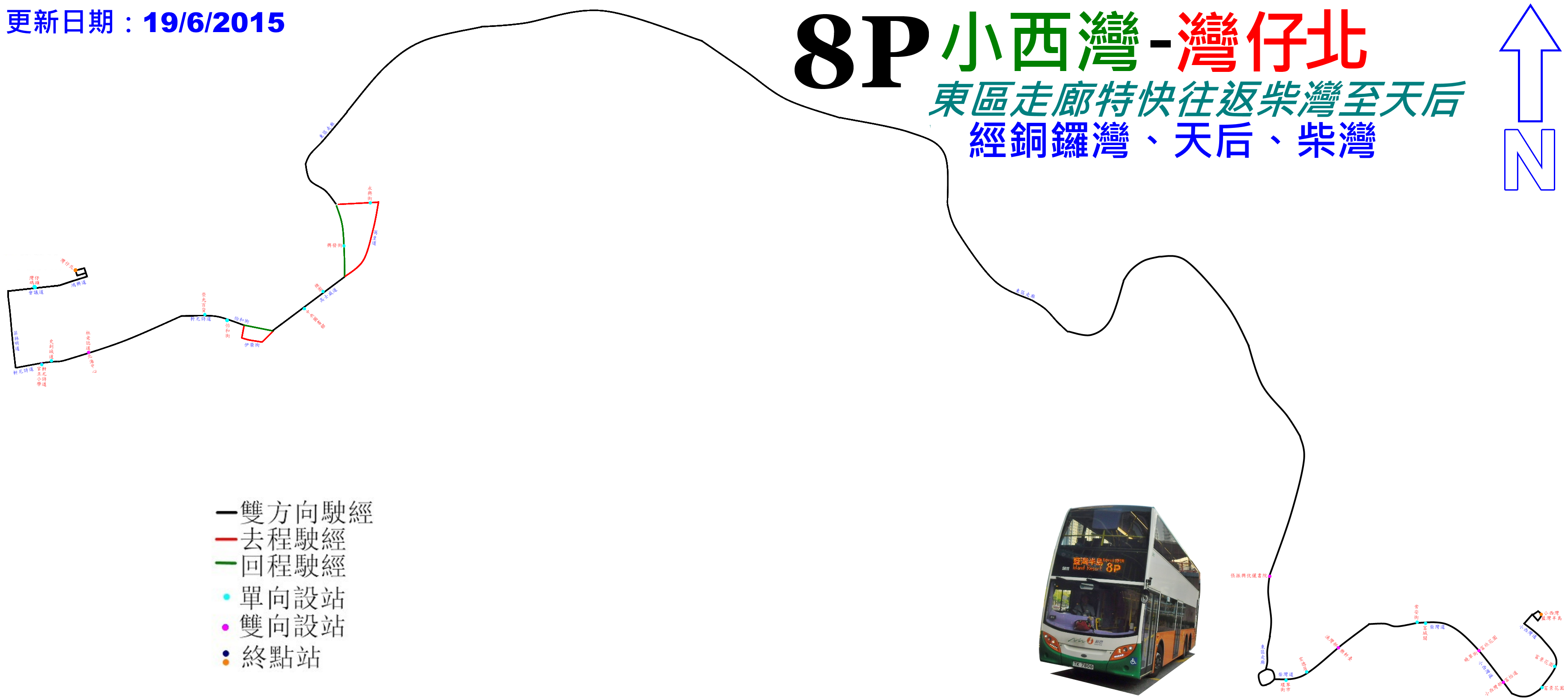
本線的走線圖

- 星期一至五（公眾假期除外）08:15前由藍灣半島開出的班次不停有 * 號之車站。

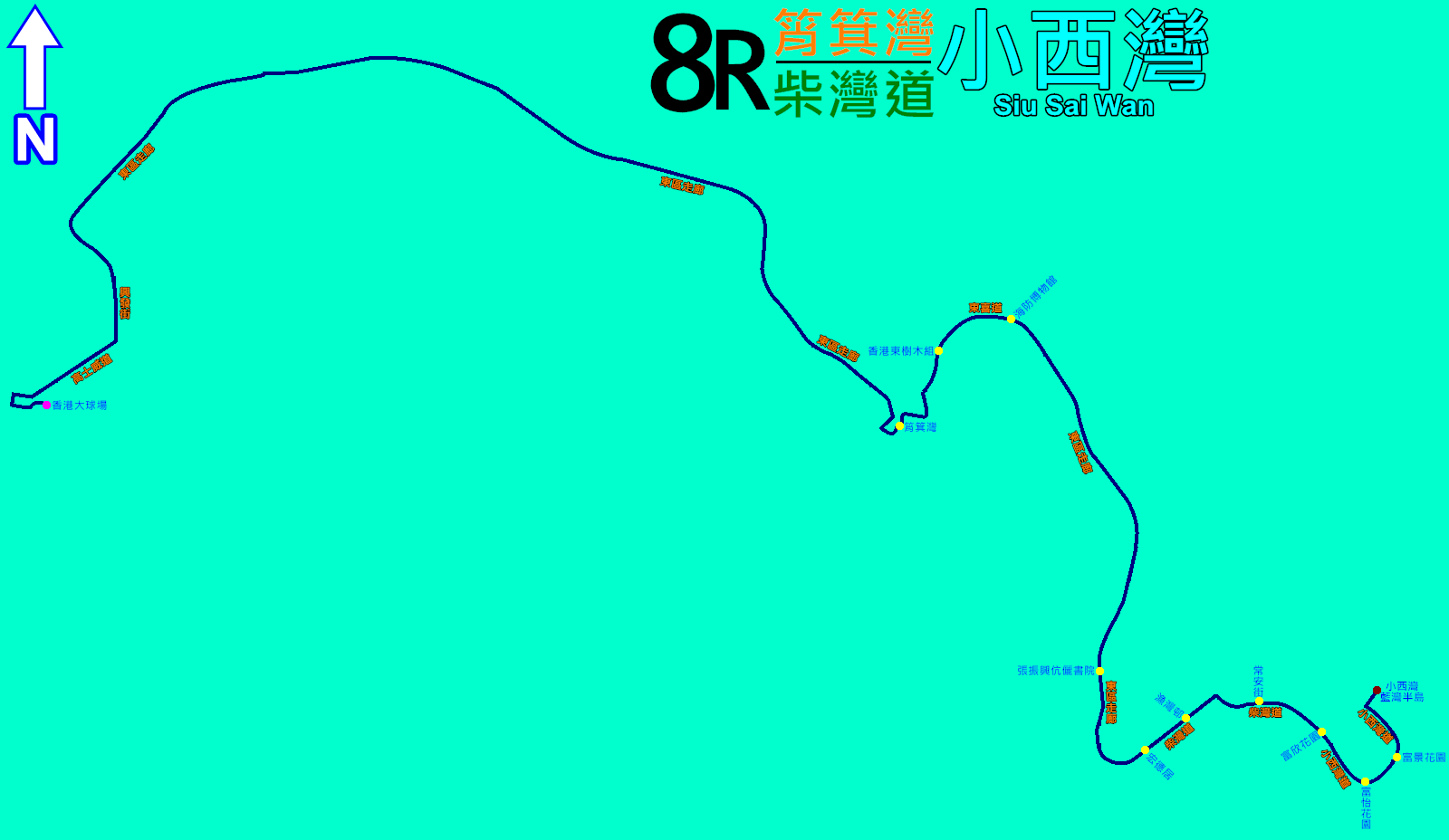
8R線的走線圖

8R
| 1        | 聖保祿醫院         | 銅鑼灣道                         |
| 東區走廊 |                    |                                  |
| 2        | 筲箕灣             | 筲箕灣巴士總站                   |
| 3        | 香港東樹木組       | 東喜道                           |
| 4        | 香港海防博物館     | 東喜道                           |
| 東區走廊 |                    |                                  |
| 5        | 張振興伉儷書院     | 東區走廊                         |
| 6        | 宏德居             | 柴灣道                           |
| 7        | 漁灣邨             | 柴灣道                           |
| 8        | 常安街             | 柴灣道                           |
| 9        | 富欣花園           | 小西灣道                         |
| 10       | 富怡花園           | 小西灣道                         |
| 11       | 富景花園           | 小西灣道                         |
| 12       | 小西灣（藍灣半島） | 小西灣（藍灣半島）公共運輸交匯處 |

### 車長行錯路事件
- 2018年1月21日：為配合渣打馬拉松賽事，此路線當日早上不經銅鑼灣及灣仔，改經鴻興道天橋前往灣仔北，但車長沒有轉上鴻興道天橋，令此班車的總站改往中環（交易廣場）巴士總站。

## 客量
此路線取道全段東區走廊來往天后及銅鑼灣，行車時間比港鐵還要快，對柴灣東和小西灣的居民而言走線十分直接，令此路線任何時間都客似雲來，於崇光百貨分站上車的乘客經常令一輛巴士頂閘，城巴需要加開特別班次以舒緩擁擠。
由於788和789線取道更為直接的告士打道直達灣仔北一帶，所以較少乘客會選乘此路線前往該區。

## 工業行動
- 2017年2月14日：灣仔區議會發展、規劃及交通委員會討論此路線在崇光百貨巴士站的上落問題。[8][9]新巴在2月15日向車長發出通告，必須跟巴士站上落客。[10]2月19日，交通警向未有對準上落客的車長抄牌，令不少車長憤怒，因此計劃按章工作。[11][12][13]提交文件人灣仔區議員伍婉婷成為大眾批評對象，不少網民在她的社交網站留下批評的說話。[14][15]

## 外部連結
- 城巴官方路線資料：8P （页面存档备份，存于）
- 城巴官方網站8P線資料（PDF版） （页面存档备份，存于）
- i-busnet－港島區路線8P線資料 （页面存档备份，存于）
- 681巴士總站－城巴8P線  （页面存档备份，存于）
- 城巴8P線詳細時間表